# Cal Dimoni
Cal Dimoni és una antiga masia situada a l'antic camí de Badalona a la Vallençana, al barri de Canyet de Badalona (Barcelonès), catalogada com a bé cultural d'interès local. Actualment és un restaurant.

## Història
Amb orígens al segle xv, l'actual edificació va ser aixecada probablement al segle xviii i després va ser reformada. El 1980 encara era utilitzada com a habitatge, i va ser reformada el 1987.

## Descripció

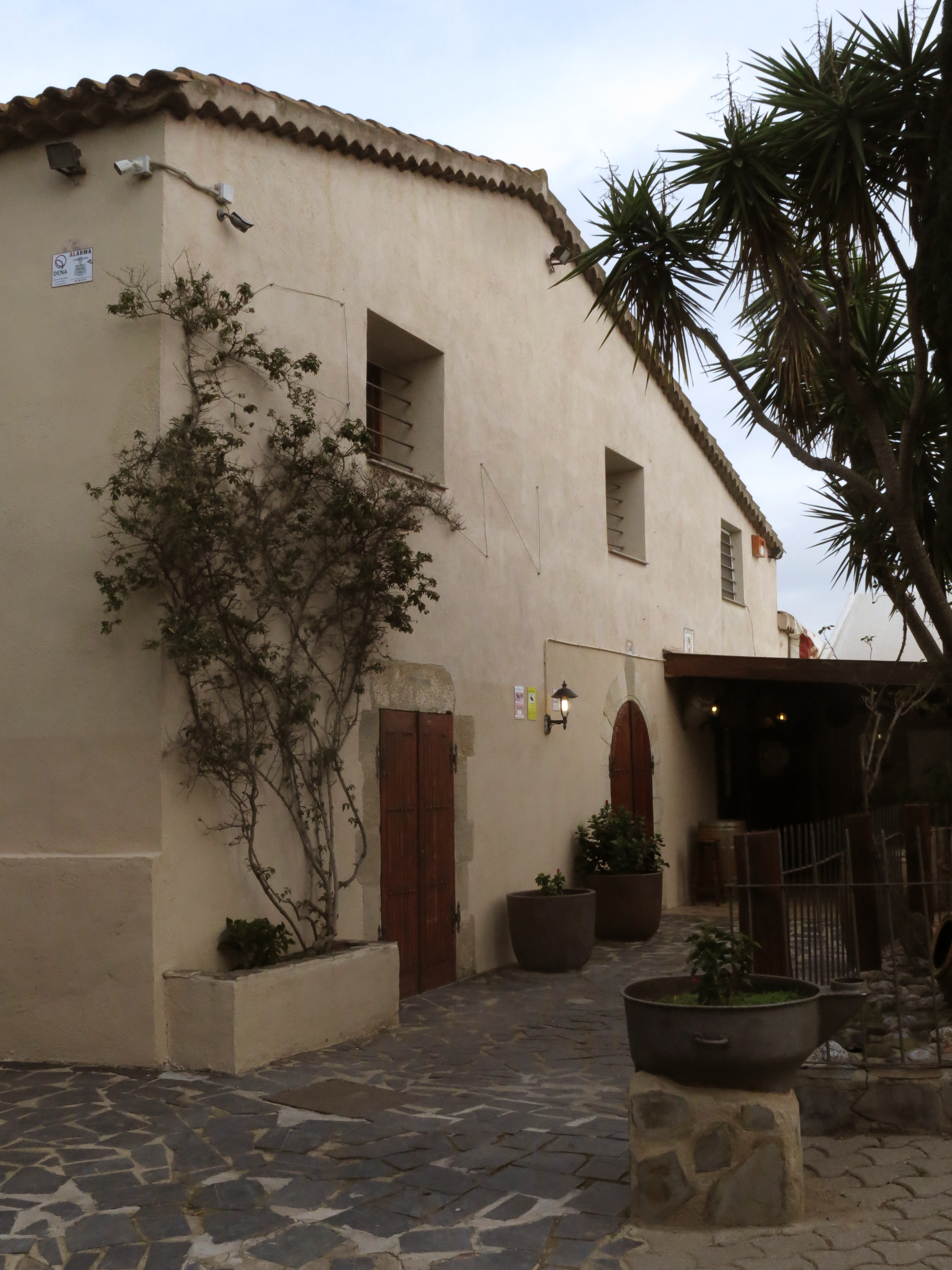
Façana

És un conjunt de dos habitatges independents i un antic corral. El primer és Cal Dimoni, masia ubicada al centre, destaca el seu portal adovellat amb arc de mig punt, no centrat amb el carener de la teulada, hi resa la llegenda «Siglos XV-XVII». Consta de planta baixa i pis, de tipologia asimètrica, està coberta a dues vessants. D'altra banda, totes les finestres del pis han estat reformades.
El segon és Cal Pupé, a la dreta; el seu portal és rectangular i envoltat de grans dovelles. El Corral d'en Nadal està situat a l'esquerra del conjunt, també amb un portal rectangular. L'entorn ha estat molt malmès, si bé està molt ben condicionat, i se l'hi han afegit unes moles de molí al pati per a ambientar l'espai.